# Rustiques
Rustiques är en kommun i departementet Aude i regionen Occitanien  i södra Frankrike. Kommunen ligger  i kantonen Capendu som ligger i arrondissementet Carcassonne. År 2022 hade Rustiques 515 invånare.

## Befolkningsutveckling
Antalet invånare i kommunen Rustiques
Referens: INSEE